# روبن آقامیرزیان
روبن سرگئی آقامیرزیان (ارمنی: Ռուբեն Սերգեյի Աղամիրզյան؛  ۲۰ دسامبر ۱۹۲۲ – ۲۶ اکتبر ۱۹۹۱) یک بازیگر و کارگردان اهل ارمنستان بود. 

## زندگی‌نامه
وی در ۲۰ دسامبر ۱۹۲۲ در تفلیس به دنیا آمد و از انستیتو هنرهای نمایشی لنینگراد فارغ‌التحصیل گشت. همچنین برندهٔ جوایزی همچون نشان لنین، نشان برجسته افتخار، جایزه هنرمند مردمی اتحاد جماهیر شوروی، هنرمند مردمی جمهوری شوروی فدراتیو سوسیالیستی روسیه و جایزه دولتی اتحاد شوروی شده‌است. وی در ۲۶ اکتبر ۱۹۹۱ در سن ۶۸ سالگی در سن پترزبورگ درگذشت.

## یادداشت
1. ↑  Լենինգրադի թատերարվեստի ինստիտուտ